# Ujung Gading (Barumun Tengah)
Ujung Gading is een bestuurslaag in het regentschap Padang Lawas van de provincie Noord-Sumatra, Indonesië. Ujung Gading telt 419 inwoners (volkstelling 2010).